# ماتياس بيريرا لاج
ماتياس بيريرا لاج (بالفرنسية: Mathias Pereira Lage)‏ (30 نوفمبر 1996 بكليرمون فيران في فرنسا - ) هو لاعب كرة قدم فرنسي في مركز الهجوم.

## روابط خارجية
- ماتياس بيريرا لاج على موقع رابطة كرة القدم الفرنسية للمحترفين (الإنجليزية)
- ماتياس بيريرا لاج على موقع قاعدة بيانات كرة القدم.إي يو (الإنجليزية)
- ماتياس بيريرا لاج على موقع ليكيب (الفرنسية)
- ماتياس بيريرا لاج على موقع Soccerway.com (الإنجليزية)
- ماتياس بيريرا لاج على موقع عالم كرة القدم.نت (الإنجليزية)